# Bettenhausen BE
| BE ist das Kürzel für den Kanton Bern in der Schweiz. Es wird verwendet, um Verwechslungen mit anderen Einträgen des Namens Bettenhausen zu vermeiden. |

Bettenhausen  (Mundart Bettehuuse) ist eine politische Gemeinde im Verwaltungskreis Oberaargau des Kantons Bern in der Schweiz.
Am 1. Januar 2011 fusionierte die Gemeinde Bollodingen mit Bettenhausen.

## Geographie
Bettenhausen liegt auf 480 m ü. M., 2 km südsüdöstlich von Herzogenbuchsee und 7 km südwestlich der Stadt Langenthal (Luftlinie). Das Strassenzeilendorf erstreckt sich in der Ebene des Altachentals am nördlichen Rand des Molassehügellandes des höheren Mittellandes (Buchsiberge), im Oberaargau.
Die Fläche des 2,0 km² grossen Gemeindegebiets umfasst einen nur wenig reliefierten Abschnitt des nördlichen Berner Mittellandes. Der südliche Gemeindeteil liegt in der rund 1 km breiten Ebene des Altachentals, wobei die Grenze am südlichen Rand entlang dem zum Humberg ansteigenden Waldrand verläuft. Nach Norden erstreckt sich der Gemeindeboden in die im Durchschnitt nur etwa 10 bis 15 m höher gelegene Grundmoränenlandschaft, die vom eiszeitlichen Rhonegletscher geformt wurde. Auf einem bewaldeten Moränenwall nordwestlich des Dorfes wird mit 522 m ü. M. die höchste Erhebung von Bettenhausen erreicht. Ganz im Westen reicht das Gebiet in die Talniederung der Önz. Von der Gemeindefläche entfielen 1997 12 % auf Siedlungen, 15 % auf Wald und Gehölze und 73 % auf Landwirtschaft.
Zu Bettenhausen gehören die westlich an das Dorf anschliessende Siedlung Holz (484 m ü. M.) und der Hof Matten (472 m ü. M.) im Önztal. Nachbargemeinden von Bettenhausen sind Hermiswil, Herzogenbuchsee, Ochlenberg, Steinhof und Thörigen.

## Bevölkerung
Mit 696 Einwohnern (Stand 31. Dezember 2023) gehört Bettenhausen zu den kleinen Gemeinden des Kantons Bern. Von den Bewohnern sind 98,1 % deutschsprachig, 0,8 % französischsprachig, und 0,4 % sprechen Türkisch (Stand 2000). Die Bevölkerungszahl von Bettenhausen belief sich 1850 auf 433 Einwohner, 1900 auf 390 Einwohner. Im Verlauf des 20. Jahrhunderts nahm die Bevölkerungszahl bis 1980 leicht auf 355 Personen ab. Seither wurde wieder eine deutliche Bevölkerungszunahme verzeichnet.

## Wasserversorgung
Die Wasserversorgung ist Sache des Gemeindeverbandes Wasserversorgung an der untern Oenz (WVOe). Wie viele andere Wasserversorger hat auch die WVOe mit Chlorothalonil-Metaboliten zu kämpfen. Wasserproben aus dem Jahr 2019 zeigten gleich bei vier Trinkwasserfassungen des WVOe Überschreitungen der geltenden Höchstwerte. Infolge der Wärme und Trockenheit im Jahr 2019 wurden die Kunden im Juli desselben Jahres dazu aufgerufen, den Wasserverbrauch einzuschränken.

## Wirtschaft
Bettenhausen war bis in die zweite Hälfte des 20. Jahrhunderts ein vorwiegend durch die Landwirtschaft geprägtes Dorf. Noch heute haben der Ackerbau und die Viehzucht einen wichtigen Stellenwert in der Erwerbsstruktur der Bevölkerung. Weitere Arbeitsplätze sind im lokalen Kleingewerbe und im Dienstleistungssektor vorhanden, unter anderem in einer Schreinerei. In den letzten Jahrzehnten hat sich das Dorf zu einer Wohngemeinde entwickelt. Viele Erwerbstätige sind deshalb Wegpendler, die hauptsächlich in der Region Langenthal-Herzogenbuchsee arbeiten.

## Verkehr
Die Gemeinde liegt abseits der grösseren Durchgangsachsen, ist aber vom Regionalzentrum Herzogenbuchsee her leicht erreichbar. Durch eine Buslinie, welche die Strecke von Herzogenbuchsee nach Langenthal bedient, ist Bettenhausen an das Netz des öffentlichen Verkehrs angebunden.

## Geschichte
Einzelfunde aus dem Neolithikum auf der Allmend und der Rüti belegen eine sehr frühe Besiedlung des Gemeindegebietes von Bettenhausen. Auf dem Moränenhügel nordwestlich des Dorfes unterhielten die Römer eine Warte. Die erste urkundliche Erwähnung des Ortes erfolgte 1335 unter dem Namen Bettenhusen. Später erschienen die Bezeichnungen Betenhusen (1361) und Bettelhusen (1415). Der Ortsname geht auf den althochdeutschen Personennamen Betto oder Petto zurück und bedeutet demnach bei den Häusern des Betto/Petto.
Im Mittelalter gehörte Bettenhausen den Freiherren von Aarburg, die ihre Rechte im Jahr 1429 an die Stadt Burgdorf verkauften. Das Dorf wurde der von Burgdorf kontrollierten Landvogtei Lotzwil zugeordnet, die hohe Gerichtsbarkeit oblag aber stets (seit 1460 auch vertraglich geregelt) dem bernischen Landvogt in Wangen. Die Siedlung Holz am westlichen Dorfrand war eine typische Taunersiedlung. Dem Landproletariat wurden früher eigene Siedlungsgebiete am Rand des Dorfes zugewiesen. Nach dem Zusammenbruch des Ancien Régime (1798) gehörte Bettenhausen während der Helvetik zum Distrikt Wangen und ab 1803 zum Oberamt Wangen, das mit der neuen Kantonsverfassung von 1831 den Status eines Amtsbezirks erhielt.

## Sehenswürdigkeiten
Das Dorf hat einige charakteristische Bauernhäuser des bernischen Landstils aus dem 18. und 19. Jahrhundert bewahrt. Bettenhausen besitzt keine eigene Kirche, es gehört zur Kirchgemeinde Herzogenbuchsee.